# Natação nos Jogos Olímpicos de Verão de 2012
As competições de natação nos Jogos Olímpicos de Verão de 2012 foi realizada entre 28 de julho e 10 de agosto. Os eventos em piscina foram disputados no Centro Aquático e a maratona de 10 km foi disputada no Hyde Park, ambos em Londres, no Reino Unido.

## Calendário
|           | Julho | Julho | Julho | Julho | Julho | Julho | Julho | Agosto | Agosto | Agosto | Agosto | Agosto | Agosto | Agosto | Agosto | Agosto | Agosto | Agosto | Agosto |
| Natação   | 25    | 26    | 27    | 28    | 29    | 30    | 31    | 01     | 02     | 03     | 04     | 05     | 06     | 07     | 08     | 09     | 10     | 11     | 12     |
| --------- | ----- | ----- | ----- | ----- | ----- | ----- | ----- | ------ | ------ | ------ | ------ | ------ | ------ | ------ | ------ | ------ | ------ | ------ | ------ |
| Feminino  |       |       |       | 2     | 2     | 2     | 2     | 2      | 2      | 2      | 2      |        |        |        |        | 1      |        |        |        |
| Masculino |       |       |       | 2     | 2     | 2     | 2     | 2      | 2      | 2      | 2      |        |        |        |        |        | 1      |        |        |

|  | Dia de competição |  | Dia de final |

## Eventos

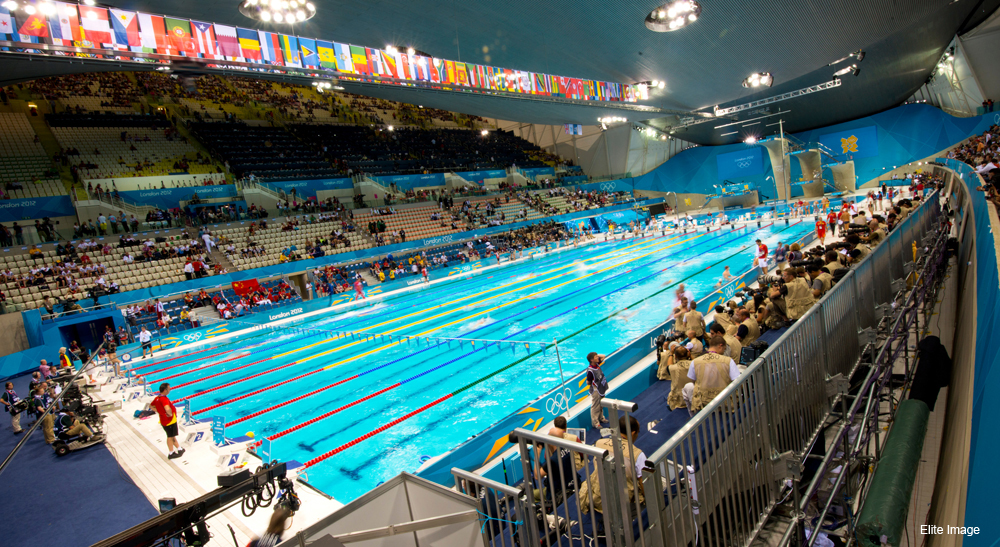
Centro Aquático de Londres durante as competições de natação.

Foram concedidos 34 conjuntos (17 eventos femininos e 17 masculinos) de medalhas nos seguintes eventos:
| Nado livre - 50 m - 100 m - 200 m - 400 m - 800 m Nado costas - 100 m - 200 m Nado peito - 100 m - 200 m Nado borboleta - 100 m - 200 m Nado medley - 200 m - 400 m Revezamento - 4x100 m livre - 4x200 m livre - 4x100 m medley Maratona - 10 km | Nado livre - 50 m - 100 m - 200 m - 400 m - 1500 m Nado costas - 100 m - 200 m Nado peito - 100 m - 200 m Nado borboleta - 100 m - 200 m Nado medley - 200 m - 400 m Revezamento - 4x100 m livre - 4x200 m livre - 4x100 m medley Maratona - 10 km |

## Medalhistas

### Masculino
| Evento                              | Ouro | Ouro      | Prata | Prata     | Bronze | Bronze    |
| ----------------------------------- | --- | --------- | --- | --------- | --- | --------- |
| 50 m livre detalhes                 | Florent Manaudou FRA França | 21.34     | Cullen Jones USA Estados Unidos | 21.54     | César Cielo BRA Brasil                                                                                                  | 21.59     |
| 100 m livre detalhes                | Nathan Adrian USA Estados Unidos | 47.52     | James Magnussen AUS Austrália | 47.53     | Brent Hayden CAN Canadá                                                                                                 | 47.80     |
| 200 m livre detalhes                | Yannick Agnel FRA França | 1:43.14   | Sun Yang CHN China Park Tae-hwan KOR Coreia do Sul                                                                                          | 1:44.93   | nenhum |           |
| 400 m livre detalhes                | Sun Yang CHN China | 3:40.14   | Park Tae-hwan KOR Coreia do Sul | 3:42.06   | Peter Vanderkaay USA Estados Unidos                                                                                     | 3:44.69   |
| 1500 m livre detalhes               | Sun Yang CHN China | 14:31.02  | Ryan Cochrane CAN Canadá | 14:39.63  | Oussama Mellouli TUN Tunísia                                                                                            | 14:40.31  |
| 100 m costas detalhes               | Matt Grevers USA Estados Unidos | 52.16     | Nick Thoman USA Estados Unidos | 52.92     | Ryosuke Irie JPN Japão                                                                                                  | 52.97     |
| 200 m costas detalhes               | Tyler Clary USA Estados Unidos | 1:53.41   | Ryosuke Irie JPN Japão | 1:53.78   | Ryan Lochte USA Estados Unidos                                                                                          | 1:53.94   |
| 100 m peito detalhes                | Cameron van der Burgh RSA África do Sul | 58.46     | Christian Sprenger AUS Austrália | 58.93     | Brendan Hansen USA Estados Unidos                                                                                       | 59.49     |
| 200 m peito detalhes                | Dániel Gyurta HUN Hungria | 2:07.28   | Michael Jamieson GBR Grã-Bretanha | 2:07.43   | Ryo Tateishi JPN Japão                                                                                                  | 2:08.29   |
| 100 m borboleta detalhes            | Michael Phelps USA Estados Unidos | 51.21     | Chad le Clos RSA África do Sul Yevgeny Korotyshkin RUS Rússia                                                                               | 51.44     | nenhum |           |
| 200 m borboleta detalhes            | Chad le Clos RSA África do Sul | 1:52.96   | Michael Phelps USA Estados Unidos | 1:53.01   | Takeshi Matsuda JPN Japão                                                                                               | 1:53.21   |
| 200 m medley detalhes               | Michael Phelps USA Estados Unidos | 1:54.27   | Ryan Lochte USA Estados Unidos | 1:54.90   | László Cseh HUN Hungria                                                                                                 | 1:56.22   |
| 400 m medley detalhes               | Ryan Lochte USA Estados Unidos | 4:05.18   | Thiago Pereira BRA Brasil | 4:08.86   | Kosuke Hagino JPN Japão                                                                                                 | 4:08.94   |
| Revezamento 4x100 m livre detalhes  | Amaury Leveaux Fabien Gilot Clément Lefert Yannick Agnel Alain Bernard[EL] Jérémy Stravius[EL] FRA França                                       | 3:09.93   | Nathan Adrian Michael Phelps Cullen Jones Ryan Lochte Jimmy Feigen[EL] Matt Grevers[EL] Ricky Berens[EL] Jason Lezak[EL] USA Estados Unidos | 3:10.38   | Andrey Grechin Nikita Lobintsev Vladimir Morozov Danila Izotov RUS Rússia                                               | 3:11.41   |
| Revezamento 4x200 m livre detalhes  | Ryan Lochte Conor Dwyer Ricky Berens Michael Phelps Charlie Houchin[EL] Matt McLean[EL] Davis Tarwater[EL] USA Estados Unidos                   | 6:59.70   | Amaury Leveaux Fabien Gilot Grégory Mallet Clément Lefert Yannick Agnel[EL] Jérémy Stravius[EL] FRA França                                  | 7:02.77   | Hao Yun Li Yunqi Jiang Haiqi Sun Yang Lü Zhiwu[EL] Dai Jun[EL] CHN China                                                | 7:06.30   |
| Revezamento 4x100 m medley detalhes | Matt Grevers Brendan Hansen Michael Phelps Nathan Adrian Nick Thoman[EL] Eric Shanteau[EL] Tyler McGill[EL] Cullen Jones[EL] USA Estados Unidos | 3:29.35   | Ryosuke Irie Kosuke Kitajima Takeshi Matsuda Takuro Fujii JPN Japão                                                                         | 3:31.26   | Hayden Stoeckel Christian Sprenger Matt Targett James Magnussen Brenton Rickard[EL] Tommaso D'Orsogna[EL] AUS Austrália | 3:31.58   |
| Maratona 10 km detalhes             | Oussama Mellouli TUN Tunísia | 1:49:55.1 | Thomas Lurz GER Alemanha | 1:49:58.5 | Richard Weinberger CAN Canadá                                                                                           | 1:50:00.3 |

### Feminino
| Evento                              | Ouro | Ouro      | Prata | Prata     | Bronze | Bronze    |
| ----------------------------------- | --- | --------- | --- | --------- | --- | --------- |
| 50 m livre detalhes                 | Ranomi Kromowidjojo NED Países Baixos | 24.05     | Aleksandra Gerasimenya BLR Bielorrússia | 24.28     | Marleen Veldhuis NED Países Baixos                                                                                      | 24.39     |
| 100 m livre detalhes                | Ranomi Kromowidjojo NED Países Baixos | 53.00     | Aleksandra Gerasimenya BLR Bielorrússia | 53.38     | Tang Yi CHN China | 53.44     |
| 200 m livre detalhes                | Allison Schmitt USA Estados Unidos | 1:53.61   | Camille Muffat FRA França | 1:55.58   | Bronte Barratt AUS Austrália                                                                                            | 1:55:81   |
| 400 m livre detalhes                | Camille Muffat FRA França | 4:01.45   | Allison Schmitt USA Estados Unidos | 4:01.77   | Rebecca Adlington GBR Grã-Bretanha                                                                                      | 4:03:01   |
| 800 m livre detalhes                | Katie Ledecky USA Estados Unidos | 8:14.63   | Mireia Belmonte ESP Espanha | 8:18.76   | Rebecca Adlington GBR Grã-Bretanha                                                                                      | 8:20.32   |
| 100 m costas detalhes               | Missy Franklin USA Estados Unidos | 58.33     | Emily Seebohm AUS Austrália | 58.68     | Aya Terakawa JPN Japão                                                                                                  | 58:83     |
| 200 m costas detalhes               | Missy Franklin USA Estados Unidos | 2:04.06   | Anastasia Zuyeva RUS Rússia | 2:05.92   | Elizabeth Beisel USA Estados Unidos                                                                                     | 2:06:55   |
| 100 m peito detalhes                | Rūta Meilutytė LTU Lituânia | 1:05.47   | Rebecca Soni USA Estados Unidos | 1:05.55   | Satomi Suzuki JPN Japão                                                                                                 | 1:06:46   |
| 200 m peito detalhes                | Rebecca Soni USA Estados Unidos | 2:19.59   | Satomi Suzuki JPN Japão | 2:20.72   | Yuliya Efimova RUS Rússia                                                                                               | 2:20.92   |
| 100 m borboleta detalhes            | Dana Vollmer USA Estados Unidos | 55.98     | Lu Ying CHN China | 56.87     | Alicia Coutts AUS Austrália                                                                                             | 56.94     |
| 200 m borboleta detalhes            | Jiao Liuyang CHN China | 2:04.06   | Mireia Belmonte ESP Espanha | 2:05.25   | Natsumi Hoshi JPN Japão                                                                                                 | 2:05.48   |
| 200 m medley detalhes               | Ye Shiwen CHN China | 2:07.57   | Alicia Coutts AUS Austrália | 2:08.15   | Caitlin Leverenz USA Estados Unidos                                                                                     | 2:08.95   |
| 400 m medley detalhes               | Ye Shiwen CHN China | 4:28.43   | Elizabeth Beisel USA Estados Unidos | 4:31.27   | Li Xuanxu CHN China | 4:32.91   |
| Revezamento 4x100 m livre detalhes  | Alicia Coutts Cate Campbell Brittany Elmslie Melanie Schlanger Emily Seebohm[EL] Yolane Kukla[EL] Libby Trickett[EL] AUS Austrália                    | 3:33.15   | Inge Dekker Marleen Veldhuis Femke Heemskerk Ranomi Kromowidjojo Hinkelien Schreuder[EL] NED Países Baixos                                           | 3:33.79   | Missy Franklin Jessica Hardy Lia Neal Allison Schmitt Amanda Weir[EL] Natalie Coughlin[EL] USA Estados Unidos           | 3:34.24   |
| Revezamento 4x200 m livre detalhes  | Missy Franklin Dana Vollmer Shannon Vreeland Allison Schmitt Lauren Perdue[EL] Alyssa Anderson[EL] USA Estados Unidos                                 | 7:42.92   | Bronte Barratt Melanie Schlanger Kylie Palmer Alicia Coutts Brittany Elmslie[EL] Angie Bainbridge[EL] Jade Neilsen[EL] Blair Evans[EL] AUS Austrália | 7:44.41   | Camille Muffat Charlotte Bonnet Ophélie-Cyrielle Étienne Coralie Balmy Margaux Farrell[EL] Mylène Lazare[EL] FRA França | 7:47.94   |
| Revezamento 4x100 m medley detalhes | Missy Franklin Rebecca Soni Dana Vollmer Allison Schmitt Rachel Bootsma[EL] Breeja Larson[EL] Claire Donahue[EL] Jessica Hardy[EL] USA Estados Unidos | 3:52.05   | Emily Seebohm Leisel Jones Alicia Coutts Melanie Schlanger Brittany Elmslie[EL] AUS Austrália                                                        | 3:54.02   | Aya Terakawa Satomi Suzuki Yuka Kato Haruka Ueda JPN Japão                                                              | 3:55.73   |
| Maratona 10 km detalhes             | Éva Risztov HUN Hungria | 1:57:38.2 | Haley Anderson USA Estados Unidos | 1:57:38.6 | Martina Grimaldi ITA Itália                                                                                             | 1:57:41.8 |

- EL. ^ Participaram apenas das eliminatórias, mas receberam medalhas

## Quadro de medalhas
| Ordem | País               | Medalha de ouro | Medalha de prata | Medalha de bronze |     |
| ----- | ------------------ | --------------- | ---------------- | ----------------- | --- |
| 1     | USA Estados Unidos | 16              | 9                | 6                 | 31  |
| 2     | CHN China          | 5               | 2                | 3                 | 10  |
| 3     | FRA França         | 4               | 2                | 1                 | 7   |
| 4     | NED Países Baixos  | 2               | 1                | 1                 | 4   |
| 5     | RSA África do Sul  | 2               | 1                |                   | 3   |
| 6     | HUN Hungria        | 2               |                  | 1                 | 3   |
| 7     | AUS Austrália      | 1               | 6                | 3                 | 10  |
| 8     | TUN Tunísia        | 1               |                  | 1                 | 2   |
| 9     | LTU Lituânia       | 1               |                  |                   | 1   |
| 10    | JPN Japão          |                 | 3                | 8                 | 11  |
| 11    | RUS Rússia         |                 | 2                | 2                 | 4   |
| 12    | BLR Bielorrússia   |                 | 2                |                   | 2   |
|       | ESP Espanha        |                 | 2                |                   | 2   |
|       | KOR Coreia do Sul  |                 | 2                |                   | 2   |
| 15    | GBR Grã-Bretanha   |                 | 1                | 2                 | 3   |
|       | CAN Canadá         |                 | 1                | 2                 | 3   |
| 17    | BRA Brasil         |                 | 1                | 1                 | 2   |
| 18    | GER Alemanha       |                 | 1                |                   | 1   |
| 19    | ITA Itália         |                 |                  | 1                 | 1   |
| TOTAL | TOTAL              | 34              | 36               | 32                | 102 |